# B-VM i håndbold 1992 (kvinder)
| B-VM 1992 | B-VM 1992       |
| --------- | --------------- |
| Guld      | Ungarn          |
| Sølv      | Tjekkoslovakiet |
| Bronze    | Sverige         |
| 4.        | Litauen         |
| 5.        | Spanien         |
| 6.        | Bulgarien       |
| 7.        | Holland         |
| 8.        | Frankrig        |
| 9.        | Nordkorea       |
| 10.       | Japan           |
| 11.       | Italien         |

B-Verdensmesterskabet i håndbold for kvinder 1992 var det syvende og hidtil sidste B-VM i håndbold for kvinder, og turneringen blev afviklet i Litauen i perioden 28. november – 5. december 1992. Turneringen fungerede som kvalifikation til A-VM 1993, og de elleve deltagende hold spillede om fem ledige pladser ved A-VM.
Mesterskabet blev vundet af Ungarn, som gik ubesejret gennem turneringen, og som i finalen besejrede Tjekkoslovakiet med 32-22. Ungarn havde tidligere vundet en sølv- og en bronzemedalje ved B-VM.
De fem hold, som kvalificerede sig til A-VM 1993 var: Ungarn, Tjekkoslovakiet, Sverige, Litauen og Spanien.

## Resultater

### Indledende runde
De elleve hold var inddelt i to grupper med fem eller seks hold, som hver spillede en enkeltturnering alle-mod-alle. De to bedst placerede hold i hver gruppe gik videre til semifinalerne. De to treere gik videre til kampen om femtepladsen og dermed den sidste ledige plads ved det efterfølgende A-VM.

#### Gruppe A
| Dato   | Kamp                        | Res.  |
| ------ | --------------------------- | ----- |
| 28.11. | Tjekkoslovakiet – Bulgarien | 25–18 |
| 28.11. | Japan – Italien             | 31–15 |
| 28.11. | Litauen – Frankrig          | 26–14 |
| 29.11. | Tjekkoslovakiet – Frankrig  | 22–15 |
| 29.11. | Bulgarien – Italien         | 31–15 |
| 29.11. | Litauen – Japan             | 40–22 |
| 1.12.  | Tjekkoslovakiet – Italien   | 35–14 |
| 1.12.  | Frankrig – Japan            | 19–18 |
| 1.12.  | Litauen – Bulgarien         | 21–18 |
| 2.12.  | Frankrig – Italien          | 23–19 |
| 2.12.  | Bulgarien – Japan           | 27–15 |
| 2.12.  | Litauen – Tjekkoslovakiet   | 26–21 |
| 4.12.  | Japan – Tjekkoslovakiet     | 23–21 |
| 4.12.  | Bulgarien – Frankrig        | 22–18 |
| 4.12.  | Litauen – Italien           | 32–10 |

| Hold            | Kampe | Mål     | Point |
| --------------- | ----- | ------- | ----- |
| Litauen         | 5     | 145-085 | 10    |
| Tjekkoslovakiet | 5     | 124-096 | 6     |
| Bulgarien       | 5     | 116-094 | 6     |
| Frankrig        | 5     | 089-107 | 4     |
| Japan           | 5     | 109-122 | 4     |
| Italien         | 5     | 073-152 | 0     |

#### Gruppe B
| Dato   | Kamp                | Res.  |
| ------ | ------------------- | ----- |
| 28.11. | Sverige – Holland   | 18–14 |
| 28.11. | Spanien – Nordkorea | 25–18 |
| 29.11. | Ungarn – Holland    | 19–17 |
| 29.11. | Sverige – Spanien   | 22–21 |
| 1.12.  | Ungarn – Nordkorea  | 27–22 |
| 1.12.  | Spanien – Holland   | 17–11 |
| 2.12.  | Ungarn – Spanien    | 20–20 |
| 2.12.  | Sverige – Nordkorea | 28–12 |
| 4.12.  | Sverige – Ungarn    | 19–19 |
| 4.12.  | Holland – Nordkorea | 22–18 |

| Hold      | Kampe | Mål     | Point |
| --------- | ----- | ------- | ----- |
| Sverige   | 4     | 87-66   | 7     |
| Ungarn    | 4     | 85-78   | 6     |
| Spanien   | 4     | 83-71   | 5     |
| Holland   | 4     | 64-72   | 2     |
| Nordkorea | 4     | 070-102 | 0     |

### Placeringskampe
| Dato               | Kamp                | Res.  | Pause |
| ------------------ | ------------------- | ----- | ----- |
| Kamp om 9.-pladsen |                     |       |       |
|                    | Nordkorea – Japan   | 22–21 | 12-14 |
| Kamp om 7.-pladsen |                     |       |       |
| 5.12.              | Holland – Frankrig  | 16–15 | 7-7   |
| Kamp om 5.-pladsen |                     |       |       |
| 5.12.              | Spanien – Bulgarien | 25–24 | 10-90 |

| Samlet rangering | Samlet rangering |
| ---------------- | ---------------- |
| 5.               | Spanien          |
| 6.               | Bulgarien        |
| 7.               | Holland          |
| 8.               | Frankrig         |
| 9.               | Nordkorea        |
| 10.              | Japan            |
| 11.              | Italien          |

### Semifinaler, bronzekamp og finale
| Dato        | Kamp                      | Res.  | Pause |
| ----------- | ------------------------- | ----- | ----- |
| Semifinaler |                           |       |       |
| 5.12.       | Tjekkoslovakiet – Sverige | 20–13 | 10-70 |
| 5.12.       | Ungarn – Litauen          | 26–23 | 09-12 |
| Bronzekamp  |                           |       |       |
|             | Sverige – Litauen         | 16–15 | 8-7   |
| Finale      |                           |       |       |
| 6.12.       | Ungarn – Tjekkoslovakiet  | 32–22 | 17-80 |

| Samlet rangering | Samlet rangering |
| ---------------- | ---------------- |
| Guld             | Ungarn           |
| Sølv             | Tjekkoslovakiet  |
| Bronze           | Sverige          |
| 4.               | Litauen          |